# Sextetten Karlsson
Sextetten Karlsson (nypremiärtitel 1962 Kvarterets busungar) är en svensk film från 1945 i regi av Elof Ahrle.
Filmens förlaga var romanen 6-Tetten Karlsson av Ahrle. Utifrån denna skrevs manus till filmen av Ahrle och Rolf Botvid. Musiken skrevs av Sven Rüno och Sven Goon. Fotograf var Walter Boberg och klippare Gösta Bjurman. Filmen hade premiär den 19 oktober 1945 på okänd biograf i Sverige. Den var 86 minuter lång och var barntillåten.
Sextetten Karlsson spelades in mellan juni och augusti 1945 på Lidingö, i Djursholm och i Centrumateljéerna i Stockholm.

## Handling
Filmen handlar om familjen Karlssons sex pojkar, "sextetten Karlsson", som ställer till bus i den fiktiva orten Österköping.

## Rollista
- Bo Rosengren – Harald Karlsson
- Rolf Bengtsson – Axel Karlsson
- Hans Schröder – Rudolf "Rulle" Karlsson
- Sven-Axel "Akke" Carlsson	– Edgar Karlsson
- Lasse Sarri – Eskil Karlsson
- Paul Roland Bratt – Valter "Valle" Karlsson
- Birgit Rosengren – Gun Lind, lärare
- Åke Engfeldt – Walter Åberg, Guns fästman
- Gösta Cederlund – Stig Lind, Guns far
- John Botvid – Aroselius, lärare
- Douglas Håge – Karlsson, pojkarna Karlssons far
- Elof Ahrle – Roland Glantz
- Sten Lindgren – disponent Smedby
- Gerda Landgren – fru Karlsson
- Emmy Albiin – fru Vikblad
- Helga Brofeldt – fru Eriksson
- John Melin – polisen Bäckström
- Birger Åsander – polisen Johansson

Ej krediterade
- Bertil Ehrenmark – Ström
- Björn Björns – Blomberg
- Rolf Bjuggfält – ordningsman i klassen
- Gert Berzén – Hartvig Bergkvist
- Georg Skarstedt – man med vattenslang
- Harald Emanuelsson – åhörare
- Folke Algotsson – teaterbesökare

Bortklippt
- Jean Claesson – kommissarien

### Fotnoter
1. 1 2 3 4  ”Sextetten Karlsson”. Svensk Filmdatabas. http://sfi.se/sv/svensk-filmdatabas/Item/?itemid=4131&type=MOVIE&iv=Basic&ref=/templates/SwedishFilmSearchResult.aspx?id%3d1225%26epslanguage%3dsv%26searchword%3dsextetten+karlsson%26type%3dMovieTitle%26match%3dBegin%26page%3d1%26prom%3dFalse. Läst 13 februari 2013.